# Фильчаково
Фильчако́во — деревня в муниципальном округе Егорьевск Московской области России.

## География
Деревня Фильчаково расположена в восточной части муниципального округа Егорьевск, примерно в 13 километрах к юго-востоку от города Егорьевск. Высота над уровнем моря 151 метров.

## Название
В письменных источниках деревня упоминается как Лысцово (1577 год), Фильчаково, Лысцово тож (1627 год), с 1770-х гг. — Фильчаково. Первое название связано с некалендарным личным именем Лысец, второе название, вероятно, происходит от Фильчак, уменьшительной формы одного из календарных имён: Филимон, Филипп, Филон, Феофил.

## История
До отмены крепостного права жители деревни относились к разряду государственных крестьян. В 1851 году крестьяне выкупили землю. После 1861 года деревня вошла в состав Двоенской волости Егорьевского уезда. Приход находился в селе Воронцово.
В 1926 году деревня входила в Двоенский сельсовет Двоенской волости Егорьевского уезда.
До 1994 года Двойни входили в состав Двоенского сельсовета Егорьевского района, в 1994—2004 годы — Двоенского сельского округа, а в 2004—2006 годы — Подрядниковского сельского округа.
Входит в состав сельского поселения Юрцовское.

## Демография
В 1885 году в деревне проживало 339 человек, в 1905 году — 448 человек (211 мужчин, 237 женщин), в 1926 году — 313 человек (150 мужчин, 163 женщины). По переписи 2002 года — 26 человек (11 мужчин, 15 женщин). Население — 20 человек (2010).
| 1859 | 1868 | 1885 | 1905 | 1926 | 2002 | 2006 |
| ---- | ---- | ---- | ---- | ---- | ---- | ---- |
| 347  | ↘243 | ↗339 | ↗448 | ↘313 | ↘26  | ↘13  |
| 2010 |      |      |      |      |      |      |
| ↗20  |      |      |      |      |      |      |